# Hydroporus pilosus
Hydroporus pilosus ist eine Art der Schwimmkäfer (Familie Dytiscidae), sie ist Endemit der Kanarischen Inseln mit nachgewiesenen Vorkommen auf Teneriffa und Gran Canaria. Die Art ist selten, nach einer Angabe möglicherweise schon ausgestorben.

## Beschreibung
Der Käfer erreicht (als Imago) eine Körperlänge von 2,8 bis 3,2 (möglicherweise bis 3,5) Millimeter. Er ist, wie die verwandten Arten, braunschwarz mit etwas rötlich aufgehelltem Seitenrand. In Aufsicht ist er kurz und breit oval, mit erkennbarer Einschnürung zwischen Pronotum und den Elytren (den Deckflügeln), insgesamt kürzer als der verwandte, ebenfalls auf den Kanaren vorkommende Hydroporus compunctus. Das Pronotum ist an der Basis am breitesten und verengt sich nach vorn hin gleichmäßig. Die Oberfläche des Kopfs, des Pronotums und der Elytren ist erkennbar, aber schwach gleichmäßig genetzt, diejenige der Elytren fast unmerklich, beinahe völlig glatt, sie ist deutlich glänzend. Die Punktierung des Pronotums ist undeutlicher als bei Hydroporus compunctus. Die Art besitzt vollständig ausgebildete Hinterflügel, ist also möglicherweise flugfähig. Sie ist unauffällig weißlich behaart. Das erste Glied der Tarsen der Hinterbeine ist auch bei den Männchen nicht vergrößert, es trägt bei Männchen einige, bei den Weibchen nur wenige starke Borsten auf der Unterseite. Wie alle Arten der ehemaligen Gattung Hydrotarsus sind bei Hydroporus pilosus die Tarsen der Vorder- und Mittelbeine klar erkennbar fünfgliedrig (pentamer), nicht, wie bei fast allen anderen Gattungen der Tribus Hydroporini scheinbar viergliedrig (pseudotetramer) mit stark verkleinertem vierten Glied.

## Verbreitung
Die Art ist Endemit der Kanaren. Funde liegen vor von den Inseln Gran Canaria und Teneriffa. Angaben für Gran Canaria liegen vor für Teror (Typuslokalität), Artenara, zwischen Ayacata und dem Pico de las Nieves in über 1200, bis 1700 Meter Höhe und Moya. Die meisten Fundorte auf Teneriffa liegen im Anaga-Gebirge im Norden der Insel.
Volker Lüderitz und Kollegen untersuchten zwischen 2006 und 2013 Fließgewässer auf den Inseln Teneriffa, La Gomera, Gran Canaria und La Palma, insgesamt 17 Fließgewässer. Bei der Untersuchung wurden zehn auf den Kanaren endemische Fließgewässerarten, darunter Hydroporus pilosus, nicht nachgewiesen, so dass die Autoren davon ausgehen, dass diese ausgestorben sind, vermutlich aufgrund von Übernutzung der Wasserreserven der Inseln für Tourismus und Landwirtschaft. Diese Schlussfolgerung wurde in andere Verzeichnisse übernommen. Allerdings ist darauf hinzuweisen, dass die Autoren nicht in den besonderen Habitaten der Art, an den angegebenen Fundstellen, gezielt nachgesucht haben. Ihre Schlussfolgerung vom Aussterben der Art war daher möglicherweise voreilig. In der globalen Rote Listen gefährdeter Arten der IUCN ist die Art als gefährdet (endangered) gelistet (Stand: 1996).

## Lebensraum
Die Käfer sind Habitatspezialisten, dies wurde aber erst in den 1980er Jahren herausgefunden. Sie leben in permanent wasserführenden Quellrinnsalen, ausschließlich auf von einem dünnen Wasserfilm von nur ein bis drei Millimeter Dicke überrieselten Felsen. Dieser Lebensraum wird als hygropetrisches Biotop, die ökologische Spezialisierung als „madicol“ beschrieben. Die Felsen sind von einem Algenfilm überzogen, spärlich kommt das Brunnenlebermoos (Marchantia) vor. Typische Begleiter sind der Wasserkäfer Laccobius canariensis (Hydrophilidae) und Larven der Dunkelmücke Thaumalea subafricana (Thaumaleidae). Einer der Funde auf Gran Canaria stammt von überrieselten, fast senkrechten Felsen in einem teilweise ausgetrockneten Bachbett. Die meisten Funde von Teneriffa stammen aus entsprechenden Lebensräumen im Lorbeerwald (Laurisilva) der mittleren Höhenstufen der Insel.

## Taxonomie und Systematik
Die Art wurde von dem französischen Koleopterologen Félix Guignot als Hydrotarsus pilosus 1949 erstbeschrieben. Sie wurde gemeinsam mit den anderen makaronesischen Endemiten Hydroporus lundbladi und  Hydroporus compunctus in einer eigenen Gattung Hydrotarsus Falkenström, 1938 geführt, die vor allem nach der Ausbildung der Tarsen differenziert wurde. 2003 zeigten Ignacio Ribera und Kollegen, dass die unter Hydrotarsus geführten Arten zwar einen monophyletische Gruppe bilden, diese aber in die Gattung Hydroporus eingeschachtelt ist, die also bei deren Anerkennung paraphyletisch würde. Ihre folgende Synonymisierung von Hydrotarsus mit Hydroporus ist allgemein akzeptiert worden. Nach den genetischen Daten ist die Schwesterart Hydroporus compunctus.